# Gary Burton

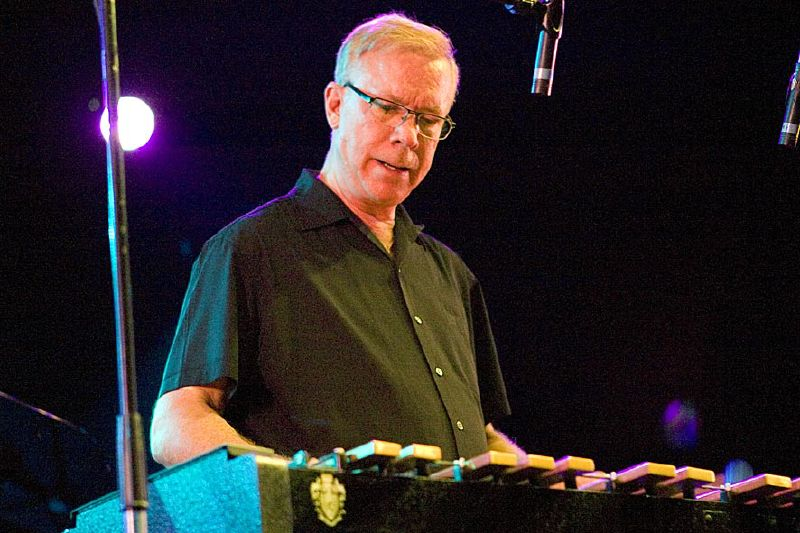
Gary Burton (2008)

Gary Burton (* 23. Januar 1943 in Anderson, Indiana) ist ein US-amerikanischer Jazz-Vibraphonist.

## Leben und Werk
Im Alter von sechs Jahren begann Gary Burton mit dem Klavierspielen, dessen Unterricht an der Highschool vertieft wurde. Am College studierte er Piano und Komposition. Das Vibraphon erlernte Gary Burton als Autodidakt, dabei entwickelte er das Spielen mit vier Mallets. 1958 nahm er an einem von Stan Kenton gehaltenen Workshop an der Indiana University teil; dabei spielte er in einer von John LaPorta geleiteten Studentenband. 1960 hatte er sein erstes Engagement in Nashville. Sein Schallplattendebüt hatte er im Jahr 1961 auf dem Album Jazz Winds from a New Direction, das Hank Garland für Columbia Records aufnahm, auf dem der 17-jährige Vibraphonist mitwirkte, der auch an der Komposition Three, Four, the Blues beteiligt war.
1961 erschien seine erste Schallplatte unter eigenem Namen, New Vibe Man In Town mit Gene Cherico und Joe Morello. Später spielte Gary Burton dann mit George Shearing und Stan Getz, mit dem er in den Filmen The Hanged Man und Get Yourself A College Girl mitwirkte; außerdem trat er mit Getz und Astrud Gilberto auf den Berliner Jazztagen auf (Live at Berlin Jazz Festival 1966). Dann gründete er ein Quartett mit Steve Swallow, Larry Coryell und Bob Moses. Eine der besten Aufnahmen aus dieser Zeit ist die Komposition A Genuine Tong Funeral, ein Meisterwerk von Carla Bley, das 1967 vom Jazz Composer’s Orchestra und Burtons Quartett eingespielt wurde.
In den nächsten zehn Jahren spielte Burton mit verschiedenen Gitarristen (unter anderen Jerry Hahn, Sam T. Brown sowie Pat Metheny) und Bassisten (u. a. Eberhard Weber, Abraham Laboriel und Steve Swallow) und entwickelte seinen Stil weiter.
Für den Titel Alone At Last erhielt Burton 1973 einen Grammy für die Beste Jazz-Darbietung eines Solisten. Seit diesem Jahr wurden seine Platten vom Label ECM herausgebracht. Die mit Chick Corea eingespielten Platten Crystal Silence (1972) und Duet (1979) wurden dabei mehrfach ausgezeichnet.
Ab 1980 entwickelte sich Gary Burton weiter und unternahm unter anderem Ausflüge in den Tango, so zum Beispiel mit der Platte Astor Piazzolla Reunion: A Tango Excursion. Regelmäßiger Partner war der Pianist Makoto Ozone.
Er lehrt am Berklee College of Music und hatte auch Leitungsfunktionen am College.

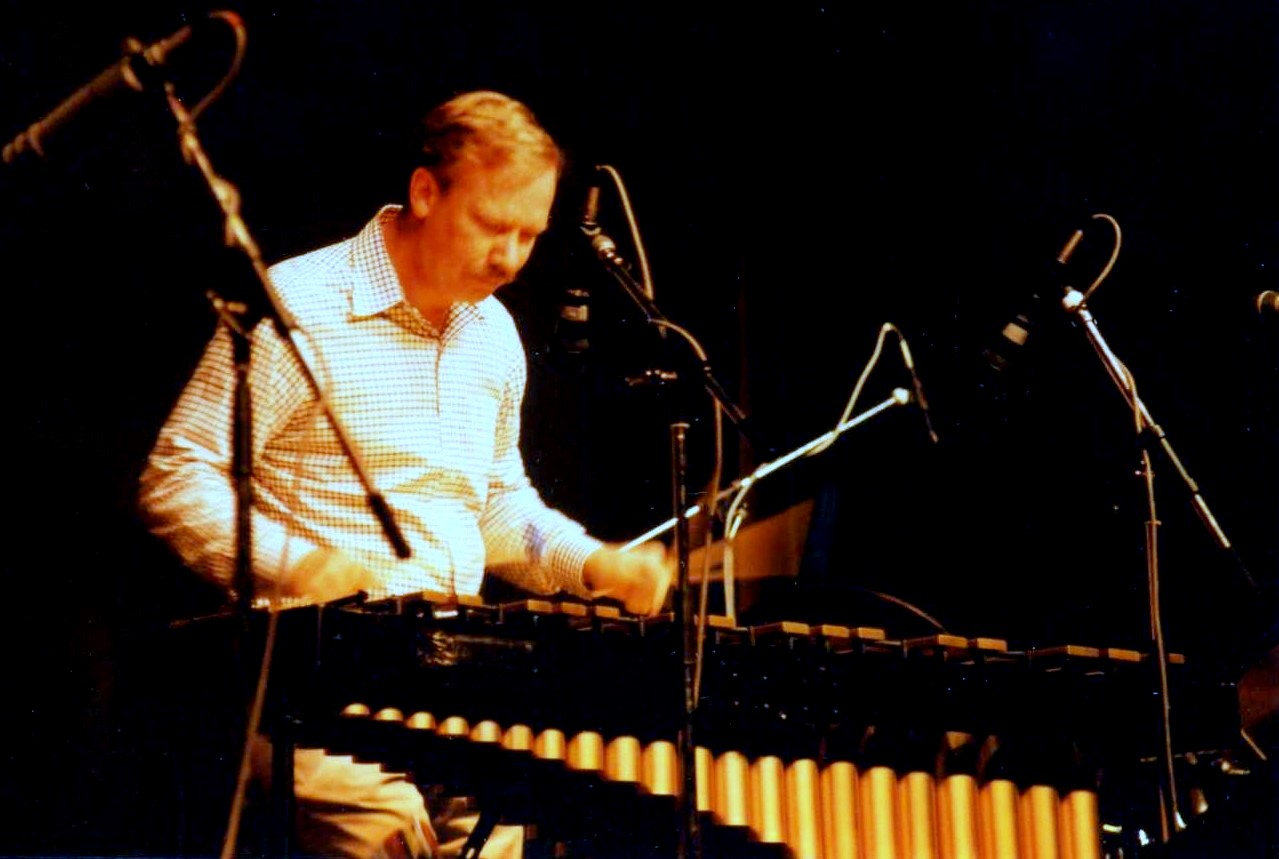
Gary Burton (1987)

Burton war zweimal verheiratet und hatte aus zweiter Ehe von 1975 bis 1984 zwei Kinder mit Catherine Goldwyn, einer Enkelin von Samuel Goldwyn. In den 1980er Jahren hatte er ein homosexuelles Verhältnis und outete sich 1996 in einem Radiointerview. 2013 heiratete er seinen langjährigen Partner Jonathan Chong.
2017 gab Gary Burton bekannt, seine Musikerlaufbahn nach einer bevorstehenden US-Tournee mit Makoto Ozone zu beenden. Im November 2018 erschien eine 5xVinyl-Box Take Another Look: A Career Retrospective (Mack Avenue), die Majorlabel-Material aus 1961–2012 umfasst.

## Diskografie (Auswahl)
- Who Is Gary Burton? (RCA, 1962)
- 3 in Jazz (RCA, 1963)
- Something’s Coming (RCA, 1963)
- The Groovy Sound of Music (RCA, 1964)
- The Time Machine (RCA, 1966)
- Lofty Fake Anagram (RCA, 1967)
- Duster (1967)
- Tennessee Firebird (RCA, 1967)
- A Genuine Tong Funeral (1968)
- Gary Burton Quartet in Concert Live (RCA, 1968)
- Paris Encounter (1969)
- Throb (Atlantic, 1969)
- Good Vibes (Atlantic, 1970)
- Gary Burton & Keith Jarrett (Atlantic, 1971)
- Alone at Last (Atlantic, 1971)
- Crystal Silence (1972) mit Chick Corea
- The New Quartet (1973)
- Ring (1974)
- Dreams So Real (1975)
- Passengers (1977)
- Duet (1979)
- Real Life Hits (1985)
- Whiz Kids (1987)
- Times Like These (1988)
- Reunion (1989)
- Right Time, Right Place (GNP Crescendo, 1990)
- Cool Nights (GRP, 1991)
- Six Pack (GRP, 1992)
- It’s Another Day (GRP, 1993)
- Face to Face (GRP, 1994)
- Live in Cannes (Jazz World, 1996)
- Ástor Piazzolla Reunion: A Tango Excursion (Concord Jazz, 1996)
- Native Sense – The New Duets (Concord Jazz, 1997)
- Like Minds mit Chick Corea, Pat Metheny, Roy Haynes und Dave Holland (1998)
- Libertango: The Music of Ástor Piazzolla (Concord Jazz, 2000)
- For Hamp, Red, Bags, and Cal (Concord Jazz, 2001)
- Music of Duke Ellington (LRC Ltd, 2003)
- Generations (2004) mit Julian Lage
- Next Generation (2005)
- The New Crystal Silence (Concord Jazz, 2008) mit Chick Corea; Grammy
- Quartet Live! (Concord Jazz, 2009) mit Pat Metheny, Steve Swallow und Antonio Sánchez
- Common Ground (Mack Avenue Records, 2011) The New Gary Burton Quartet
- Hot House (Concord Jazz, 2012) mit Chick Corea